# Pedro Neves
Pedro Miguel Neves, conocido como Pedro Miguel (nacido en 1968), es un exjugador de baloncesto portugués.
Sus primeros equipos fueron el Vasco da Gama y luego F.C. Porto. Los mayores éxitos de su carrera los conseguiría en el Benfica, donde era de los jugadores más importantes de la "era de oro" del equipo de la capital de Portugal, conquistando la liga nacional, por cinco veces, de 1991 a 1995, y cinco copa de Portugal. Llegó a ser capitán del Benfica, se retiró de la práctica activa del baloncesto cuando solo contaba 31 años, debido a una grave lesión.
Fue 84 veces internacional con Portugal, siendo uno de los jugadores que más veces ha vestido la camiseta nacional.